# Vive (Chili)
Vive (anciennement connu sous Vive! Deportes) est une chaîne de télévision chilienne de divertissement. Elle a commencé la diffusion de ses émissions le 4 février 2006.

## Émissions
- Cheer Chile
- Siganme los buenos, présentée par Julio César Rodríguez.
- Demasiado tarde
- RKREO
- Ligas
- Club Ligas
- Play golf
- Caballos
- + Running
- Fly Magazine
- 100 % Rugby
- Aventura 4x4
- Mototemáticos
- +Motor
- Derco TV
- Tacometro TV
- Eco Sport
- Tierra del juego
- Vía de escape
- 24 7 TV
- Ciclo Pro
- Trip Surf
- Bajo cero
- Extreme Life

### Spécials
- Sudamericano Volley
- Futbolito Valdivia
- Buceando Teletón